# Nagymacska

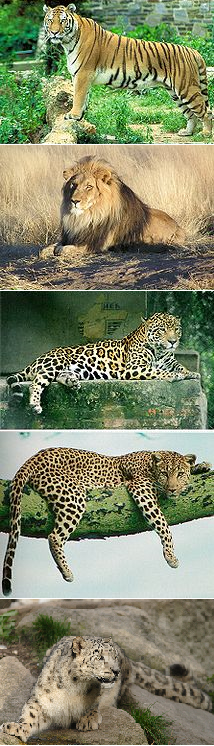
A Panthera nem tagjai felülről lefelé: tigris, oroszlán, jaguár, leopárd hópárduc

A nagymacska kifejezéssel illetik a Panthera nem öt tagját, azaz a tigrist, az oroszlánt, a jaguárt, a leopárdot és a hópárducot, továbbá a nem a Panthera nembe tartozó gepárdot és pumát.  Az utóbbi három fajt leszámítva mindegyik képes üvöltő hangot kiadni.
A méreteik közötti nagy különbségek ellenére a különböző macskafélék nagyon hasonló felépítéssel és viselkedéssel bírnak az egy gepárdot leszámítva, mely jelentősen különbözik a nagymacskáktól és a kisebb macskáktól. Minden macskaféle húsevő és némelyikük hatékony csúcsragadozó. Őshonosak Észak- és Dél-Amerikában, Afrikában és Ázsiában, a leopárd élőhelye Oroszország európai részére is kiterjed.

## Fajok
- Család: Felidae
  - Alcsalád: Euplerinae
    - Nem: Cryptoprocta
      - Fossza, Cryptoprocta ferox

  - Alcsalád: Pantherinae
    - Nem: Neofelis
      - Ködfoltos párduc, Neofelis nebulosa

    - Nem: Panthera
      - Tigris, Panthera tigris
      - Oroszlán, Panthera leo
      - Jaguár, Panthera onca
      - Leopárd, Panthera pardus
      - Hópárduc, Panthera uncia

  - Alcsalád: Felinae
    - Nem: Acinonyx
      - Gepárd, Acinonyx jubatus

    - Nem: Puma
      - Puma Puma concolor
      - Jaguarundi, P. yaguarondi

    - Nem: Leptailurus
      - Szervál, Leptailurus serval

    - Nem: Linx
      - Hiúz, Lynx lynx

    - Nem: Caracal
      - Karakál, Caracal caracal

## Evolúció
A becslések szerint a legtöbb nagymacska ősei a felinae (kismacskaformák) alcsaládtól nagyjából 6,37 millió évvel ezelőtt váltak külön. A felinae alcsalád többnyire kis és közepes méretű macskákból áll (köztük a házimacskákkal), de néhány nagyobb macskaféle is van köztük, mint a puma és a gepárd.
Egy 2010-ben a Molecular Phylogenetics and Evolution lapban publikált tanulmány betekintést nyújtott a nagymacskák közötti pontos evolúciós kapcsolatokra. A tanulmány feltárta, hogy a hópárducok és a tigrisek testvér fajok, míg az oroszlán, a leopárd és a jaguár jóval közelebb állnak egymáshoz. A tigris és a hópárduc nagyjából őse 3,9 Ma-mal ezelőtt vált külön a többi nagymacskáktól. A tigris ezután egy külön fajjá fejlődött a pliocén vége felé, nagyjából 3,2 Ma-mal ezelőtt. Az oroszlán, a leopárd és a jaguár őse 4,3–3,8 Ma-mal ezelőtt vált külön a többi nagymacskától. 3,6–2,5 Ma között a jaguár őse vált külön az oroszlántól és a leopárdtól, míg az oroszlán és a leopárd ősei nagyjából 2 Ma-mal ezelőtt váltak külön. A legrégebbi nagymacska-fosszíliát, a Tibet délnyugati részén talált Panthera blytheae-t 4.1−5.95 Ma-mal ezelőttire datálják.
|  | Hópárduc |
|  |          |
|  | Tigris   |
|  |          |

|      | Jaguár                                               |
|      |                                                      |
| 2 Ma | \| \| Oroszlán \| \| \| \| \| \| Leopárd \| \| \| \| |
|      | \| \| Oroszlán \| \| \| \| \| \| Leopárd \| \| \| \| |
|      | Oroszlán                                             |
|      |                                                      |
|      | Leopárd                                              |
|      |                                                      |

|  | Oroszlán |
|  |          |
|  | Leopárd  |
|  |          |

|  | Hópárduc |
|  |          |
|  | Tigris   |
|  |          |

|      | Jaguár                                               |
|      |                                                      |
| 2 Ma | \| \| Oroszlán \| \| \| \| \| \| Leopárd \| \| \| \| |
|      | \| \| Oroszlán \| \| \| \| \| \| Leopárd \| \| \| \| |
|      | Oroszlán                                             |
|      |                                                      |
|      | Leopárd                                              |
|      |                                                      |

|  | Oroszlán |
|  |          |
|  | Leopárd  |
|  |          |

## Leírásuk és képességeik

### Üvöltés
Az üvöltésre való képességet a meghosszabbodott és speciálisan adaptált gége valamint a nyelvcsont teszik lehetővé. A gége a csontok során lógó nyelvcsonthoz csatlakozik. Ez a sor csont, melyről a nyelvcsont lóg, (angol megnevezéssel) a tympanohyal, stylohyal, epihyal, és a ceratohyal. Ezek az alsó állkapocsban és a koponyában foglalnak helyet. A gégében hangképző ráncok (vocal folds) vannak, melyek struktúrája lehetővé teszi a szalagok olyan hosszúságúra való elnyújtását, hogy az állatok üvöltő hangot adhassanak ki. Ez a szövet vastag kollagénből és elasztikus rostból áll, ami egyre sűrűsödik az epithelial mucosal felhám-nyálkahártya barázdájához (epithelial mucosal lining) érve. Ez a nagy párna redőződéskor egy alacsony természetes frekvenciát képez, ami gége porcfalait megremegteti. A vibrálás kezdetekor a hang a magastól az alacsony légellenállás felé halad és ez okozza az üvöltő hangot.
Az oroszlán gégéje a leghosszabb és emiatt az ő üvöltése a legerősebb, ami kedvező viszonyok mellett 8–10 km-re is elhallatszik. A Panthera nem mind az öt ma élő tagja rendelkezik ezzel a meghosszabbodott nyelvcsonttal, de a hópárduc a gégéjének eltérő felépítése miatt nem tud üvöltő hangot kiadni. A családjának üvöltő hangot kiadni képes tagjaival szemben a hópárducnál hiányzik a fibro-elasztikus szövetből álló nagy párna, ami a nagy hangképző ráncokhoz szükséges.

### Testsúly
A nagymacskák fajainak testsúlya nagy különbséget mutat. A felnőtt egyedek közül a legkönnyebbeknek a hópárducok számítanak a 22–55 kg közötti súlyukkal, egyes példányok azonban a 75 kg-ot is elérhetik.
A hím oroszlánok jellemzően 150-249,5 kg, a nőstények 110–182 kg között, míg a hím tigrisek 100–306 kg, a nőstény tigrisek 75–167 kg között nyomnak. Különösen nehéz súlyú, vadon élő hím oroszlánok és hím tigrisek esetében a 306 kg-ot meghaladó testsúlyt is feljegyeztek, a fogvatartott állatok általában 1000 font (454 kg) körüli testsúlyúak.
Az oroszlán és a tigris egymás között képes a szaporodásra. Az oroszlán apával és tigris anyával rendelkező utódot angol nyelvben „liger” a megnevezése és ezek az állatok nagyobbra nőnek, mint a szülő fajok. A 'Nook' nevű példány az 550 kg-ot is meghaladta.

## Kapcsolatuk az emberrel

### Fajmegőrzés
Az állatmenhelyek olyan menedéket biztosítanak az állatoknak, ahol védett környezetükben természetes életüket élhetik. Ezek a menhelyek rendszerint azok a szervezetek, melyek otthont nyújtanak azoknak a nagymacskáknak, melyekről a gazdáik nem tudnak vagy nem akarnak gondoskodni. Azonban a „menhely” szó egy szervezet nevében önmagában nem jelent garanciát arra, hogy az egy valóban menedéket nyújtó állatmenhely. Az Egyesült Államok Halászati és Vadvédelmi Szolgálata (United States Fish and Wildlife Service, FWS) által rendes menhelyként való elismeréséhez és a nagymacskák szövetségi államok közötti szállításának tilalma alóli mentességhez a szervezeteknek a következő feltételeknek kell megfelelniük:
- Nonprofit szervezetnek kell lenniük, mely mentes az adókötelezettség alól az Internal Revenue Code 501(a) szekciójának értelmében)
- Nem vehet részt a nagymacskák kereskedelmében, beleértve az utódaikat, testrészeiket és a belőlük készült termékeket
- Nem tenyészthetik a nagymacskákat
- Nem engedélyezhetik a közvetlen kapcsolatot a nagymacskák és a közönség között a létesítményeikben
- Fel kell jegyezzék az állatok közötti nemi érintkezéseket
- Lehetővé kell tenniük a létesítményeik, feljegyzéseik és állataik megszemlélését észszerű időpontokban, különféle szabályozások vonatkoznak a nagymacskák tartására.[24] Ausztriában nagymacskákat csak erre minősített állatkertek birtokolhatnak, melyeket egy zoológus vagy egy állatorvos felügyel.[25] A követelmények kiterjednek a fogvatartás körülményeire, az etetésre és a rendszeres mozgásra. Oroszország és Dél-Afrika szabályozza a területén őshonos nagymacskák magántulajdonba vételét. Egyes országok tiltják a nagymacskák bármiféle magántulajdonlását, így például Dánia, Thaiföld és India.[24]

### Fenyegetettségük
A Panthera nemhez tartozó fajok mindegyike valamilyen szinten veszélyeztetettként szerepel a Természetvédelmi Világszövetség által összeállított kihalással fenyegetett fajok vörös listáján: az oroszlán, a leopárd, és a hópárduc a sebezhető fajok között szerepel; a jaguár mérsékelten veszélyeztetett fajként van kategorizálva. A gepárdok szintén sebezhető fajnak számítanak, és a puma nem fenyegetett fajnak számít. Mindegyik fajnak vannak olyan populációik, melyeknek csökken az egyedlétszáma. A legfőbb fenyegetések a nagymacskák számára földrajzi hely szerint változnak, de főleg az élőhelyük pusztulása (leszűkülése) és az orvvadászat tartozik ide. Afrikában sok nagymacskát vadásznak le a nomád állattartók vagy a kormányzatok ’problémás állatokat kontrolláló’ alkalmazottai. Léteznek szigorúan őrzött területek, melyek afrikai leopárdok, oroszlánok és gepárdok nagy és ritkán látható populációinak nyújtanak menedéket, mint például a botswanai Chobe, a kenyai Maszáj Mara és a tanzániai Szerengeti Nemzeti Park. Ezeken a területeken kívül a vadászat jelenti a legnagyobb veszélyt a nagy ragadozókra.
Az Egyesült Államok 19 államában tiltott nagymacskákat tulajdonolni más veszélyes, egzotikus állatokat háziállatként tartani. A vadállattartási biztonsági törvény (Captive Wildlife Safety Act) tiltja ezen állatok eladását és szállítását a szövetségi államok között. A törvény első formájában 2003. december 19-én lépett hatályba. Az egyes nagymacskafélék egyre növekvő kereskedelméből fakadó egyes problémák kezelésére a törvényt 2007. szeptember 17-én szigorították. A szabályozásban megemlített nagymacska-fajok az oroszlán, a tigris, a leopárd, a hópárduc, a foltos leopárd, a gepárd, a jaguár, a puma és ezen fajok keverékei (liger, tigon stb.). A magántulajdonba vételük nem tiltott, de a törvény tiltja a szállításukat, eladásukat vagy megvásárlásukat más szövetségi államból vagy külföldről. Habár ezek a szabályozások látszólag szilárd jogi kereteket biztosítanak a nagymacskák kereskedelmére vonatkozóan, a WWF-hez hasonló nemzetközi szervezetek az Egyesült Államokat sürgetik ezen törvények további szigorítására. A WWF aggodalmát fejezte ki amiatt, hogy az amerikai szabályozásban lévő gyengeségek akaratlanul is segíti a tigrisek testrészeinek fekete piaci forgalmának növekedését.

## Fordítás
- Ez a szócikk részben vagy egészben  a   Big cat című angol Wikipédia-szócikk ezen változatának fordításán alapul.  Az eredeti cikk szerkesztőit annak laptörténete sorolja fel. Ez a jelzés csupán a megfogalmazás eredetét és a szerzői jogokat jelzi, nem szolgál a cikkben szereplő információk forrásmegjelöléseként.

## További olvasmányok
- The Big Cats and Their Fossil Relatives: An Illustrated Guide to Their Evolution and Natural History (angol nyelven). Columbia University Press (1997. március 20.). ISBN 978-0-231-10228-5